# 秋元ともみ
秋元 ともみ（あきもと ともみ、1967年12月1日 - ）は、日本のAV女優・歌手・タレント。
北海道旭川市出身。ビデオデビュー以前は秋元知美、秋元とも美の表記もあり、一部の雑誌プロフィールでは「本名、秋元知美」の記述がある。

## 経歴
北海道旭川市生まれ、東京都小平市を経て、千葉県松戸市で育つ。高校在学中の1985年、原宿でスカウトされ、ファッションモデルとして活動する。1986年1月、全日本ビデオソフト協会主催による「ビデオクィーンコンテスト」で審査員特別賞を受賞し、同年4月に宇宙企画より『卒業します』でAVデビュー。宇宙企画との間で当時のAV業界では異例だった専属契約を結び、同時期に専属女優となった麻生澪、早川愛美とともに、同社がAVアイドル路線、いわゆる「宇宙少女」路線へと踏み出すきっかけを作った。

### セーラー服3部作
デビュー作、2作目『青空に星いっぱい』、3作目『少女神話』の初期3作、通称『セーラー服3部作（卒業3部作）』では、いずれも宇宙少女路線を主導したさいとうまことが監督を務めた。各作品はいずれもさいとうが思い描く『ちょっと悲しげな少女像』（さいとう）の演出に重点が置かれ、当時主流の「本番生撮り」路線とは一線を画したアイドル路線のビデオとして仕上げられた。特に『青空に星いっぱい』では、AVとしては異例の10日間にわたる尾道でのロケによって、大林宣彦の映画に通じる作品性を打ち出すとともに、秋元がビデオの中で主題歌を歌うなど、そのアイドル性が強調された。一方で性行為の描写は最低限に止められ、『青空に星いっぱい』では、成人指定がなされているにもかかわらず、カラミのシーンは完全に排除された。デビュー作と『青空に星いっぱい』はいずれも2万本近い売り上げを記録するヒットとなり、AV誌『オレンジ通信』では小林ひとみらをおさえ、1986年度の読者人気投票で1位を獲得した。AVでの活動と並行してグラビア活動も活発に行い、週刊プレイボーイ、平凡パンチといったメジャー誌の表紙を飾った。

### 芸能界進出
1987年に入ると、所属事務所のトゥーリードや宇宙企画の主導により、芸能界への進出に焦点を合わせた活動を本格的に展開した。『オールナイトフジ』のレギュラーを務めたり、映画に出演、6月にはシングル『少女神話』で歌手デビューも果たした。同年秋の学園祭シーズンには多くの大学でステージに立ち、12月にはAV女優としては初めてとなるLP『少女が神話を創る時』も発売された。しかし活発なプロモーション活動にもかかわらず、レコードがヒットチャートにのぼることはなく、AV出演が減少したため、1987年後半にはAV誌での人気投票における人気にも翳りが見えるようになった。

### 活動休止〜復帰〜引退
1988年1月、所属事務所のトゥーリードが労働者派遣法、職業安定法違反の容疑で摘発された。秋元は賃金を含めた活動の内情をさかんに報道されたばかりか、同年3月のトゥーリードの解散により、芸能界での活動の道筋を断たれることとなった。11月になり、ようやく本格的なカムバック作となるAV『SUSPICION』がリリースされたが、業界の主流がよりハードな本番路線となる中で、以前ほどの話題を呼ぶことはなかった。1989年の復帰2作目『MY HAPPINESS』もソフトな内容に対し冷淡な批評が多く、結局十分な人気回復を果たすことができないまま、同年にはAV業界からも引退した。引退のコメントが収められた『ブルーレディに赤いバラ』には3Pのシーンもあり、秋元としてはハードな内容のビデオとなっている。同作の発売後に、前年に撮影されていたさいとうまこととの再コラボレート作品、『ともみ咲く道』が発売された。
引退後はキャバクラなどで働いた後、介護士の資格を習得。

## 人物
好きな食べ物:お寿司、特にアワビ。
趣味:ローラースケート、ディスコ。

## 作品

### アダルトビデオ、イメージビデオ

#### オリジナル作品
1986年
- 卒業します（4月12日、宇宙企画 UM-21）
- MAGAZINE VIDEO マドンナ 第3号（8月13日、宇宙企画）
- 青空に星いっぱい（10月23日、宇宙企画 UM-31）

1987年
- 少女神話（3月13日、宇宙企画 UM-34）
- 風─いつか見た少女のように（12月1日、宇宙企画 FF-08）

1988年
- レジェンドオブマーメイド 人魚伝説（7月27日、笠倉出版社 CA-2013）
- SUSPICION（11月10日、SOUTHERN CROSS VIDEOARTS（フェニックス）SC-0005）
- サマー・フェイス（11月24日、ピラミッド PV-1096）※イメージビデオ

1989年
- ACTRESSビデオマガジン ギャルズスペシャル 2 秋元ともみ 田中ひとみ 大島ひろ子 ほか（1月1日、リイド社 LV-1008）※イメージビデオ
- ビデオマガジン BEPPIN Vol.7 森永千代子 黒木永子 伊藤さやか 秋元ともみ ほか（2月20日、英知出版 BEV88-07）※イメージビデオ
- MY HAPPINESS（2月25日、SOUTHERN CROSS VIDEOARTS（フェニックス）SC-0006）
- サマーウェディング（2月28日、パワースポーツ PS-97）
- ブルーレディに赤いバラ（5月20日、NICE ONE NS-001）
- ともみ咲く道（7月2日、宇宙企画 CX-37）
- 秋元ともみスペシャル in Phuket（10月20日、コアラブックス KLV-001）※イメージビデオ

1990年
- スコラビデオマガジン ビバ!スイートエンジェルス（8月20日、スコラ）全4名 ※イメージビデオ
- 浪漫回帰線（ギャルリ・ノア NOA-029）
- 淫らにお嬢さん 秋元ともみ（クロックスロード VA-02）VHS ※「浪漫回帰線」を再編集したもの
- 変態なんです（オメガ）

発売年不明
- パワーボムで私をＸＸして 秋元ともみ 美穂由紀（Adamz）VHS
- ロマンティック・トリップ（アモーマスカンパニー AMM-10）VHS

#### 編集もの、BESTもの、DVD ほか
1986年
- マドンナ 3（8月13日、宇宙企画 M-04）全7名

1988年
- ベスト・セレクション 1 かわいさとみ 秋元ともみ 渡瀬ミク 山崎かおり 早見瞳（1月1日、宇宙企画 FX-05）全5名

1989年
- Close My Heart─さようならの向こう側（8月10日、NICE ONE NS-004） 復帰後作品の総集編
- Hな気分で（9月1日、Five Stars（AV JAPAN）FV-8761）『SUSPICION』、『MY HAPPINESS』の再編集版（未使用カット含む）
- 夜に抱かれて（10月6日、ASTRO（笠倉出版社）AVJ30-57）『Hな気分で』の書店売り再編集版
- ベスト・ヒット・フェニックス Part 6 秋元ともみ 後藤えり子 いとうしいな 浅野しおり 結城ゆかり（11月10日、フェニックスビデオ PM-103）全5名

1990年
- 宇宙からの贈りもの 君は何人知っている? 39人の美少女登場!（1月18日、英知出版 UKV68-01）全39名
- ラストメッセージ（3月24日、英知出版 KBV73-01）『青空に星いっぱい』、『風』の再編集版

1992年
- 100人のマドンナ 3（3月15日、笠倉出版社 CAV32-95）全25名

1993年
- AVギャル烈伝 1（5月6日、笠倉出版社 CAV34-27）全25名

1994年
- AV巨乳年鑑 2（11月7日、笠倉出版社）全33名

1995年
- 120人美女館 AV10年史 2（11月11日、笠倉出版社 AJV76-19）全30名

1998年
- ベスト・セレクション 1 かわいさとみ 秋元ともみ 渡瀬ミク 山崎かおり 早見瞳（1月1日、宇宙企画 FX-05）全5名
- 熱愛夜（12月10日、オデッセウス出版 ME-03）

2000年
- リメイクロマンシリーズ 1 秋元ともみ＆後藤えり子（8月21日、フェアエスト RDV-001）
- リメークロマンシリーズ 秋元ともみコレクション（フェアエスト RR-17）

2001年
- フェアエストRemix 小室友里 冴島奈緒 橘未稀 つかもと友希 いとうしいな ほか 全17名（8月10日 フェアエスト RDV17）DVD
  - フェアエストRemix 小室友里 冴島奈緒 橘未稀 つかもと友希 いとうしいな ほか 全17名（9月21日 フェアエスト FE-019）VHS
- メモリアルプライベートルーム 3 聖女告白 南ちひろ 秋元ともみ（10月10日、北都 RAS-003）
- 女優伝説 TREASURE 秋元ともみ 村上麗奈 白石ひとみ 樹マリ子（10月13日、日本メディアサプライ JEL-06）全4名

2004年
- 爆乳巨乳美乳20年史 Deluxe 2 秋元ともみ 御藤静 庄司みゆき 冴島奈緒 ほか（7月9日、メディアバンク DAJ-040）全15名

2005年
- 濃縮リバイバー VOL.5 秋元ともみ 森川いづみ（9月23日、グラントレコーズ BTRR-005）

2007年
- Legend Plus 秋元ともみ 青木祐子 もこちゃん（10月26日、エー・エス・ジェイ GRAP-001）※「ロマンティックトリップ/秋元ともみ」「魅惑の女/青木祐子」「結婚しようよ/もこちゃん」を収録

2008年
- PENT-JAPAN スペシャル VOL.149 付録DVD 秋元ともみ 風間ゆみ 牧原れい子 花野真衣 ほか（8月15日、ぶんか社）

2012年
- Legend写真館 SLIDEMOVIE スライドムービー 秋元ともみ（1月27日、エー・エス・ジェイ ASJBD-006）※ブルーレイディスク
- Legend Gold 伝説のスーパーアイドル完全復刻版 素肌のビーナス（4月20日、M.B.D メディアブランド GILR-030）全7名

発売年不明
- ビデオマガジン BEPPIN Vol.3 麻生澪 田中律子 藤森真奈 秋元ともみ ほか（英知出版 BEV88-03）VHS
- ACTRESSビデオマガジン ギャルズスペシャル 2 田中ひとみ 大島ひろ子 小川潤子 秋元ともみ ほか（リイド社 LV-1008）VHS
- 素肌のビーナス（パワースポーツ PSV-026）全7名 VHS

### 一般映画
- ボクの女に手を出すな（1986年12月13日公開、東映）監督:中原俊 - ホテトルのシーンでローラースケート姿で登場する 役 [22]
- マルサの女 (1987年2月7日公開、東宝) 監督:伊丹十三 - 悲鳴を上げるラブホテルの客 役 [23]

### テレビドラマ
- 藤子不二雄の夢カメラ 第1話 ブルートレイン・ブルース (1987年3月2日、フジテレビ・月曜ドラマランド) - 自転車に乗り主人公を見かける同級生 役
- セーラー服露天風呂卒業旅行 (1987年4月13日、フジテレビ・月曜ドラマランド)

### バラエティ番組
- オールナイトフジ（フジテレビ）

### CDシングル
- 少女神話 [6.2.8] c/w 約束よ（1987年6月25日、ポリドール 7DX1503）

　　　　＿イタリアのポップトリオ：インビシブル（Invisible）の「シックス・ツー・エイト（Six Two Eight）」のカバー。
- おととしのイヴ c/w 卒業します（1987年10月25日、ポリドール 7DX1527）

### CDアルバム
- 少女が神話を創る時（1987年12月1日、ポリドール H30P-20227）
  - 1.ともみのプロローグ（ナレーション）
  - 2.少女が神話を創る時（インストゥルメンタル）
  - 3.おととしのイヴ
  - 4.約束よ
  - 5.二人の南十字星
  - 6.Mr. DJ聞かせてね
  - 7.青空に星いっぱい
  - 8.少女神話(6.2.8)
  - 9.ともみのエピローグ（ナレーション）
  - 10.卒業します

### カセット
- マドンナメイトカセット　秋元ともみ 恥ずかしい告白（1988年10月25日、二見書房）

## 書籍

### 写真集
- 39人のガールフレンド ベッピン増刊（1986年1月10日発行、英知出版）全39名
- 想うままに（1986年4月25日発行、撮影：前場輝夫、英知出版）（秋元とも美名義）ISBN 9784754210274
- ビバ!ビデオアイドル 秋元ともみ 愛美 永井陽子 青木ひろみ 青木琴美 ほか（1986年10月6日発行、ピラミッド社）ISBN 9784803310177
- 激写文庫 13 3つの密室 秋元ともみ 篁友紀子 杉田かおり（1986年11月20日発行、小学館）ISBN 9784093947633 全3名
- 青空に星いっぱい（1987年1月20日発行、撮影：佐藤只一、英知出版）
- マドンナメイト写真集（1987年2月25日発行、撮影：米本光穂、マドンナ社）ISBN 9784576870120
- 週刊プレイボーイ特別編集 プレイボーイの本 ’87おんな年鑑 松本小雪 南麻衣子 早川愛美 堀江しのぶ 秋元ともみ ほか（1987年3月1日発行、集英社）
- 堀善郎写真集 セクシー・ギャルの撮り方 秋元ともみ 早川愛美 中沢慶子 ほか（1987年3月15日、ピラミッド社）撮影:堀善郎
- 少女神話ともみ（1987年5月10日発行、撮影：前場輝夫、英知出版）ISBN 9784754230043
- ビバ!ビデオアイドル PART2 小林ひとみ 秋元ともみ 早川愛美 北原ちあき 麻生澪 ほか（1987年5月11日発行、ピラミッド社）ISBN 9784803310849
- 素足のアイドルたち 3 別冊BIG GORO 堀江しのぶ 森尾由美 中山美穂 香坂みゆき 秋元ともみ ほか（1987年6月5日発行、撮影：渡辺達生、小学館）
- 秋元ともみ（別冊スコラ40）（1987年8月10日発行、撮影：平地勲、スコラ）ISBN 9784061749405
- スコラスペシャル DELUXE SUPER NUDE COLLECTION 小林ひとみ 早川愛美 麻生澪 渡瀬ミク ほか（講談社・スコラ 1987年8月10日）全30名 ISBN 9784061713017
- だきしめて…（1987年10月8日発行、撮影：上野実、大陸書房）ISBN 9784803311402
- きらめく予感（1987年11月12日発行、撮影：上野実、ピラミッド社）ISBN 9784803312225
- 下着のアイドルたち ビデオアイドルランジェリー写真集 早川愛美 秋元ともみ 麻生澪 原田楊子 ほか（1987年11月20日発行、英知出版）
- 少女が神話を創る時（1988年1月10日発行、撮影：前場輝夫・佐藤只一、英知出版）
- In place of Roses “薔薇にかえて”（1988年8月30日発行、撮影：稲村幸夫、大洋図書）
- ビデオクイーンアルバム ヒロインの肖像Vol.Ⅲ 秋元ともみ写真集（1988年11月20日発行、撮影：樂滿直城、青人社）
- まぶしいキミに…（1989年1月19日発行、撮影：山木隆夫、大陸書房）ISBN 9784803318807
- 虹色エモーション（1990年5月14日発行、撮影：山木隆夫、ピラミッド社）ISBN 9784803319149
- ZAKURO・ビデオウェーブのトップアイドル34人 小森愛 工藤ひとみ 森永千代子 日向まこ 秋元ともみ ほか（1990年8月10日発行、撮影：若杉憲司、英知出版）全34名
- Fairy tale...「妖精伝説」秋元ともみ 新田恵美 林田美香 香取歩美 ほか（2001年4月28日発行、撮影：米本義光、桜桃書房）ISBN 9784756724113

### 雑誌
- アップル通信 1986年6月号、1987年6月号（三和出版）
- i-P アイアンドピー 月刊ドカン! 特別編集 1986 SPECIAL LIMITED EDITION（1986年6月2日、新和出版社）
- BODY PRESS 1986年7月号、10月号（白夜書房）
- VIDEPAL ビデパル 1986年7月号（フロム出版）
- URECCO 1986年7月号（ミリオン出版）
- EXCITE えきさいと 夏少女25人（1986年9月1日、新和出版社）
- 写真探偵団 1986年9月号、1987年9月号（三和出版）
- ビデオボーイ 1986年11月号、1987年5月号、11月号（英知出版）
- マスカットノート 1986年11月号（大洋書房）
- スコラ 1986年11月27日号、1987年3月12日号、5月28日号（スコラ）
- デラべっぴん 1986年12月号、1991年12月号（英知出版）
- GAL’S KISS SELECTION 1986年12月号（三和出版）
- 美少女通信 1987年1月号（考友社出版）
- 美少女特急便 NO.15（1987年4月10日、コバルト社）
- 女のコ あーしたい こーしたい アクションカメラ増刊号（1987年4月15日、ワニマガジン社）
- BEST GALS COLLECTION NO.2（1987年5月15日、三和出版）
- GORO 1987年6月11日号（小学館）
- 魅惑のランジェリー 1988年9月号（光彩書房）